# ليزا قاي هاميلتون
ليزا قاي هاميلتون (بالإنجليزية: Lisa Gay Hamilton)‏ (و. 1964 – م) هي منتجة أفلام، وممثلة تلفزيونية، وممثلة أفلام، ومخرجة سينمائية، وممثلة، وممثلة مسرحية من الولايات المتحدة الأمريكية . ولدت في لوس أنجلوس .

## التعليم
تعلمت في مدرسة جوليارد، وجامعة كارنيجي ميلون، وجامعة نيويورك، ومدرسة تيش العليا للفنون

## روابط خارجية
- ليزا قاي هاميلتون على موقع IMDb (الإنجليزية)
- ليزا قاي هاميلتون على موقع ألو سيني (الفرنسية)
- ليزا قاي هاميلتون على موقع أول موفي (الإنجليزية)
- ليزا قاي هاميلتون على موقع قاعدة بيانات برودواي على الإنترنت (الإنجليزية)
- ليزا قاي هاميلتون على موقع قاعدة بيانات الأفلام السويدية (السويدية)
- ليزا قاي هاميلتون على موقع إن إن دي بي (الإنجليزية)
- ليزا قاي هاميلتون على موقع قاعدة بيانات الفيلم (الإنجليزية)
- ليزا قاي هاميلتون على موقع كينوبويسك (الروسية)